# Hada decrepita
Hada decrepita är en fjärilsart som beskrevs av Franz Dannehl 1929. Hada decrepita ingår i släktet Hada och familjen nattflyn. Inga underarter finns listade i Catalogue of Life.